# 8 Ochotniczy Pułk Piechoty Illinois (3 miesiące)

8 Ochotniczy Pułk Piechoty Illinois (3 miesiące) (ang. 8th Illinois Volunteer Infantry Regiment (3 Months)) - pułk piechoty amerykańskiej, wchodzący w czasie wojny secesyjnej w skład Armii Unii.
Sformowany 25 kwietnia 1861 w Springfield (Illinois), rozwiązany 25 lipca tego samego roku w Cairo (Illinois). Większość żołnierzy oddziału zasiliła 8 Ochotniczy Pułk Piechoty Illinois (3 lata).

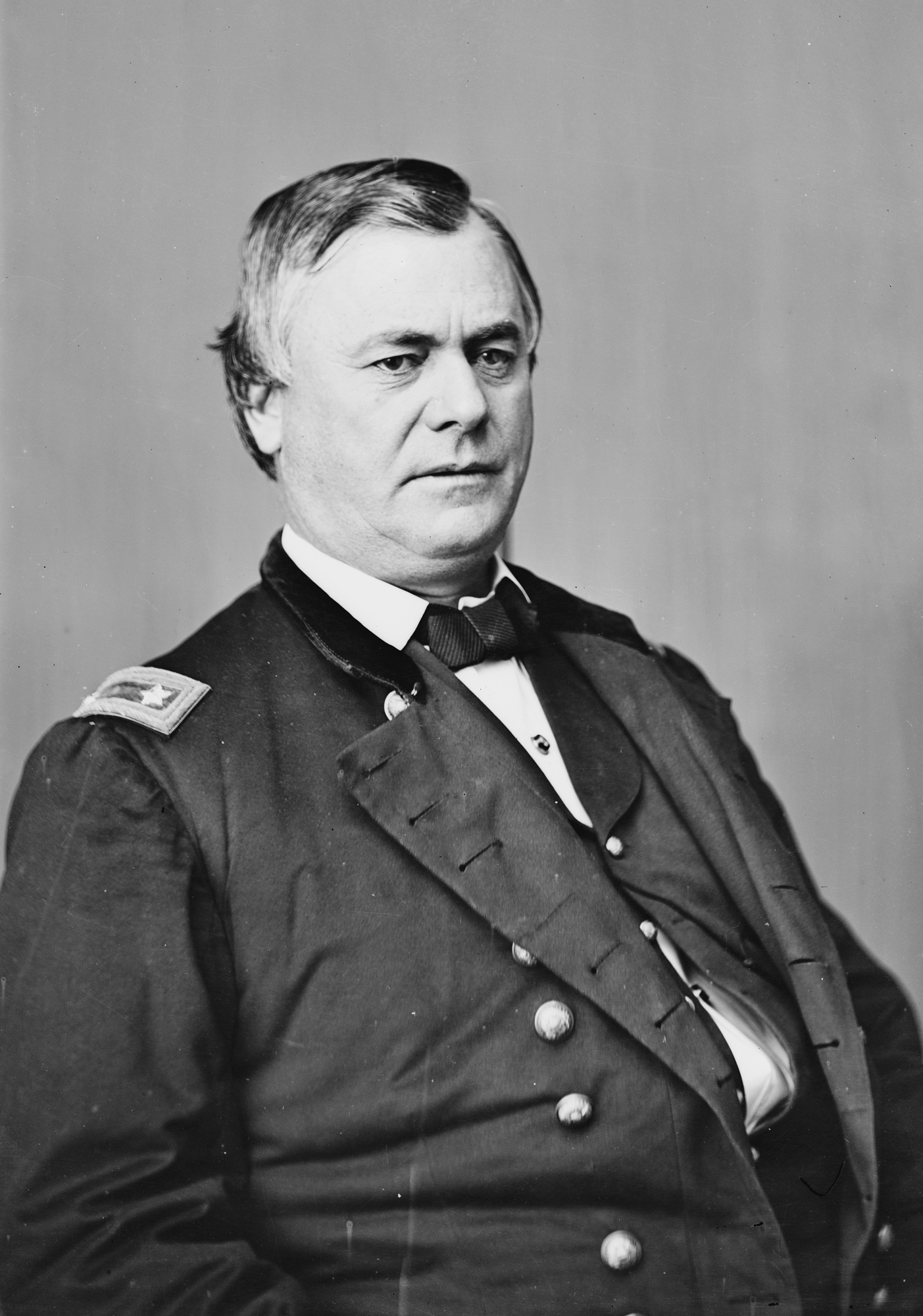
Richard James Oglesby, dowódca oddziału

## Dowódcy
- Płk Richard J. Oglesby